# Atelopus flavescens
Espèce
Synonymes
- Atelopus vermiculatus McDiarmid, 1973

Statut de conservation UICN

 LC A3ce : Préoccupation mineure
Atelopus flavescens est une espèce d'amphibiens de la famille des Bufonidae.

## Répartition
Cette espèce se rencontre dans la moitié nord de la Guyane et en État d'Amapá adjacent au Brésil. Elle se rencontre jusqu'à 300 m d'altitude.

## Description

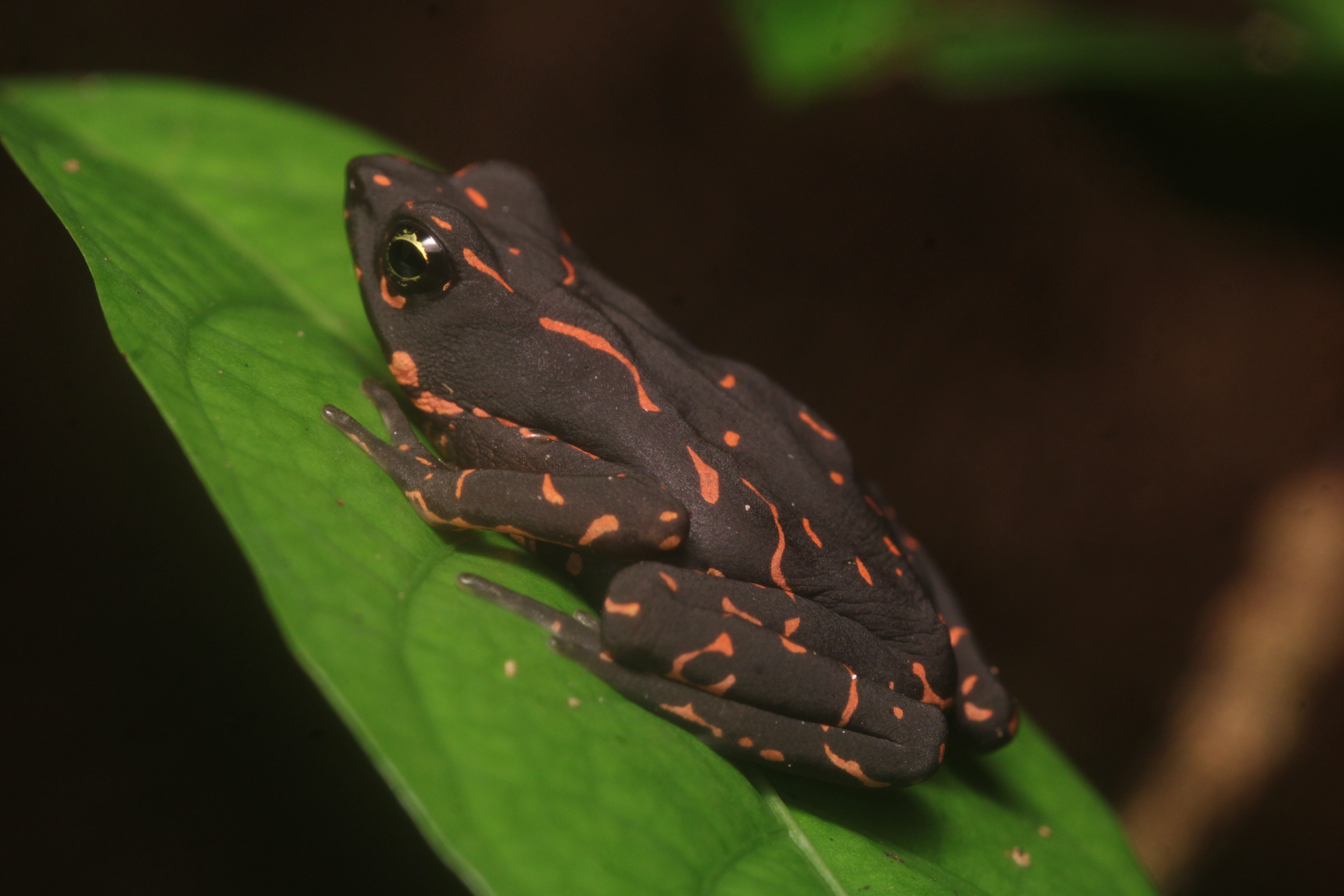
Atelopus flavescens. Coloration rencontrée à Maripasoula.

Il s'agit d'un amphibien de petite taille (entre 3 et 4 cm pour les adultes), possédant une peau lisse. La coloration est très variable en fonction des localités (polytipisme). Le phénotype nominal est de couleur jaunattre et se rencontre dans les forêts périurbaines de la commune de Matoury. Certains spécimens sont de colorations marrons avec des motifs plus ou moins marqués, tandis que certains sont noirs avec des motifs roses. Le ventre est toujours de coloration rose. 

## Écologie
Atelopus flavescens est un amphibien diurne, habitant les forêts tropicales humides. On rencontre cette espèce essentiellement à proximité des petits cours d'eau dans laquelle elle se reproduit. 

## Reproduction

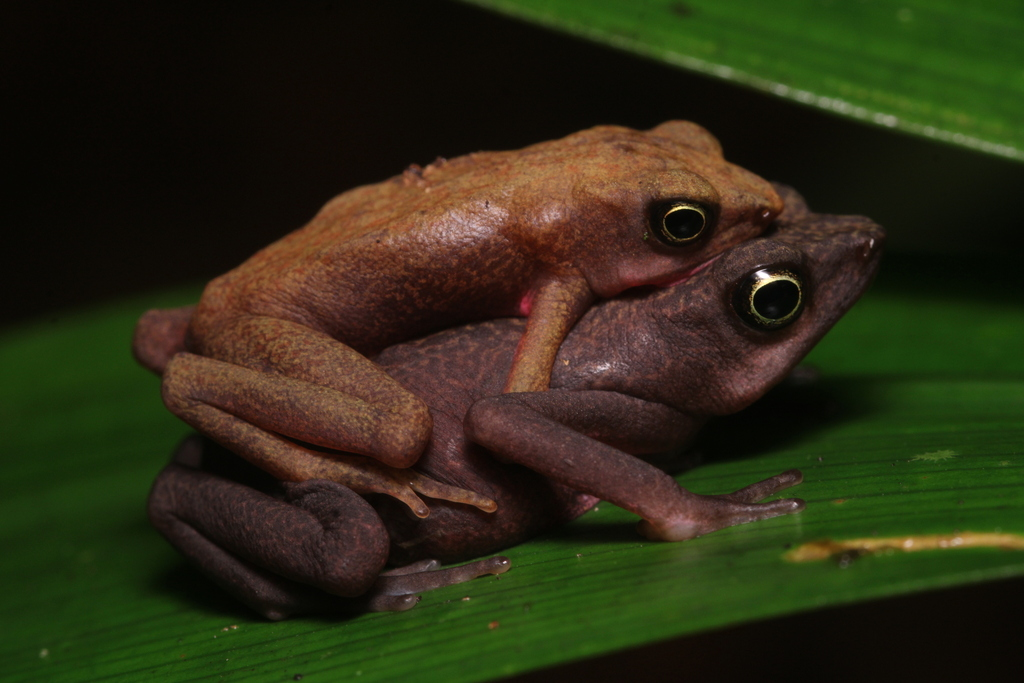
Amplexus de Atelopus flavescens. Coloration fréquemment rencontrée dans l'est de la Guyane.

Comme toutes les espèces du genre Atelopus, cette espèce se reproduit dans les petit cours d'eau vives. Le mâle et la femelle plongent en amplexus sous l'eau, ou cette dernière pond au fond de l'eau, des chapelets d'œufs. Les têtards se développent au bout de quelques jours et sont rhéophiles. Ils vivent sur le substrat, ou ils s'accrochent à l'aide d'un disque ventrale.

## Étymologie
flavescens fait référence à la coloration jaune du phénotype nominal de cette espèce, sur laquelle s'est basée la description originale. 

## Publication originale
- Duméril & Bibron, 1841 : Erpétologie générale ou Histoire naturelle complète des reptiles. vol. 8, p. 1-792 (texte intégral).